# Pałac w Kamieńcu (powiat kłodzki)
Pałac w Kamieńcu (niem.  Schloss Kamnitz) –  pałac z XVIII w. we wsi Kamieniec (województwo dolnośląskie), wpisany do rejestru zabytków nieruchomych województwa dolnośląskiego.  Obecnie pełni funkcję hotelu z możliwością zwiedzenia całego obiektu.

## Historia
Obecnie istniejący zabytkowy obiekt rozpoczęto budować w 1780 r., z inicjatywy hrabiego von Hartiga, właściciela wsi od 1747 r. na co wskazuje kamień węgielny pod jednym z jego narożników. Na przestrzeni lat 1780-1800 wokół pałacu zaaranżowany został stosunkowo rozległy ogród. W części wschodniej obejmował on sad owocowy i ogród kuchenny z zabudowaniami folwarcznymi. W części południowej i zachodniej przylegającej bezpośrednio do pałacu zaaranżowany został ogród ozdobno-użytkowy o kwaterowym podziale. Wzdłuż południowej granicy ogrodu usytuowane były trzy niezależne budowle ogrodowe pełniące funkcję pawilonów wypoczynkowych. Około 1883 r. pałac został rozbudowany na polecenie Artura von Seherr-Thossa o nowe eklektyczne skrzydło z portalem z rodowym kartuszem herbowym nad wejściem oraz wykusz wieżowy z hełmem. W toku przebudowy portal wejściowy z końca XVIII wieku został przeniesiony z północnej ściany budynku skierowanej na dawny podwórzec i umieszczony w ścianie XIX-wiecznego skrzydła. Wraz z rozbudową pałacu ufundowano także pobliski dom dla pracowników pałacowego folwarku tzw. Dom Szwajcara. Pod koniec XIX wieku przekształceniu uległ także ogród. Z dawnych trzech pawilonów ogrodowych pozostawiony został pawilon centralny nazywany odtąd jako herbaciarnia, który przebudowano w klasycyzującym stylu. Geometryczny podział przestrzeni ustąpił miejsca swobodnie wytyczonym alejkom oplatającym dwa rozległe wnętrza ogrodowe. Za dobór roślin do ogrodu na przełomie XIX i XX wieku odpowiedzialna była w głównej mierze Andrea Margot v. Seherr-Thoss.
Po 2008 r. zrujnowany obiekt kupiły osoby prywatne i rozpoczęły jego remont. Dzień otwarty pałacu i ogrodu po trwających kilka lat pracach remontowych miał miejsce 13 czerwca 2015 roku. Pałacowy ogród ozdobny w jego postaci z przełomu XIX i XX wieku został odtworzony w oparciu o projekt rewaloryzacji autorstwa specjalisty ds. ogrodów historycznych Łukasza Przybylaka. W 2020 roku ogród pałacowy w Kamieńcu został uhonorowany prestiżowym członkostwem w Europejskim Szlaku Ogrodów Historycznych certyfikowanym szlaku kulturowym Rady Europy.
Przy obiekcie znajdują się współcześnie ruiny dawnej herbaciarni ogrodowej, zabudowania folwarczne pochodzące z początków XIX w. (stajnia i stodoła). W ostatniej fazie prac remontowych obiektu prowadzonych na przestrzeni lat 2016-2020, zabudowania stajni i stodoły zostały zaadaptowane na hotel oraz restaurację. W części dawnego ogrodu użytkowego położonego na wschód od pałacu urządzony został ogród kuchenny ze szklarnią umieszczoną we wnętrzu zabezpieczonych ruin budynku dawnej suszarni i domku ogrodnika (z przełomu XVIII i XIX wieku).

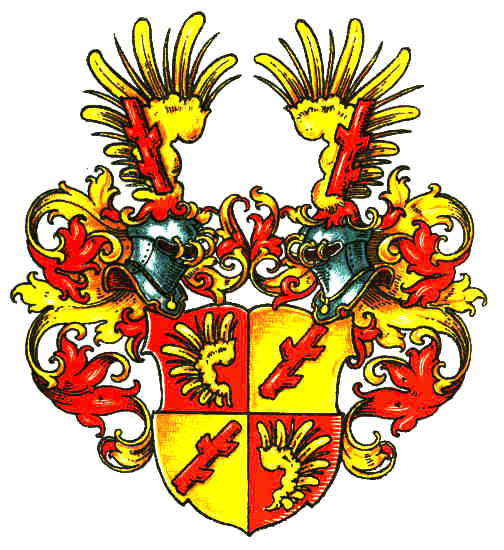
Herb baronów von Seherr-Thoss z 1721
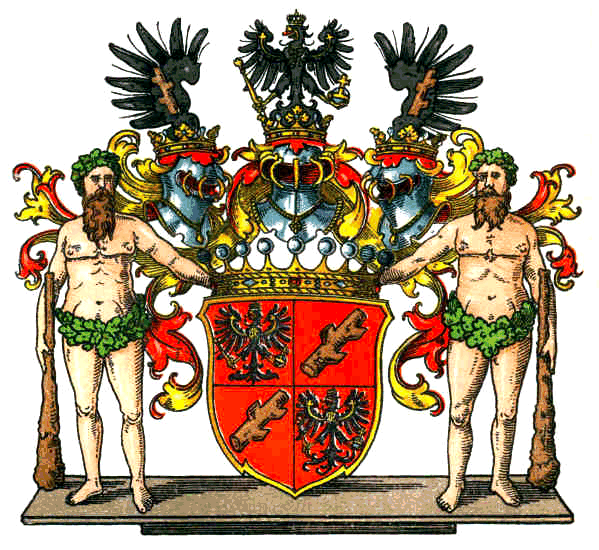
Herb hrabiów von Seherr-Thoss z 1775
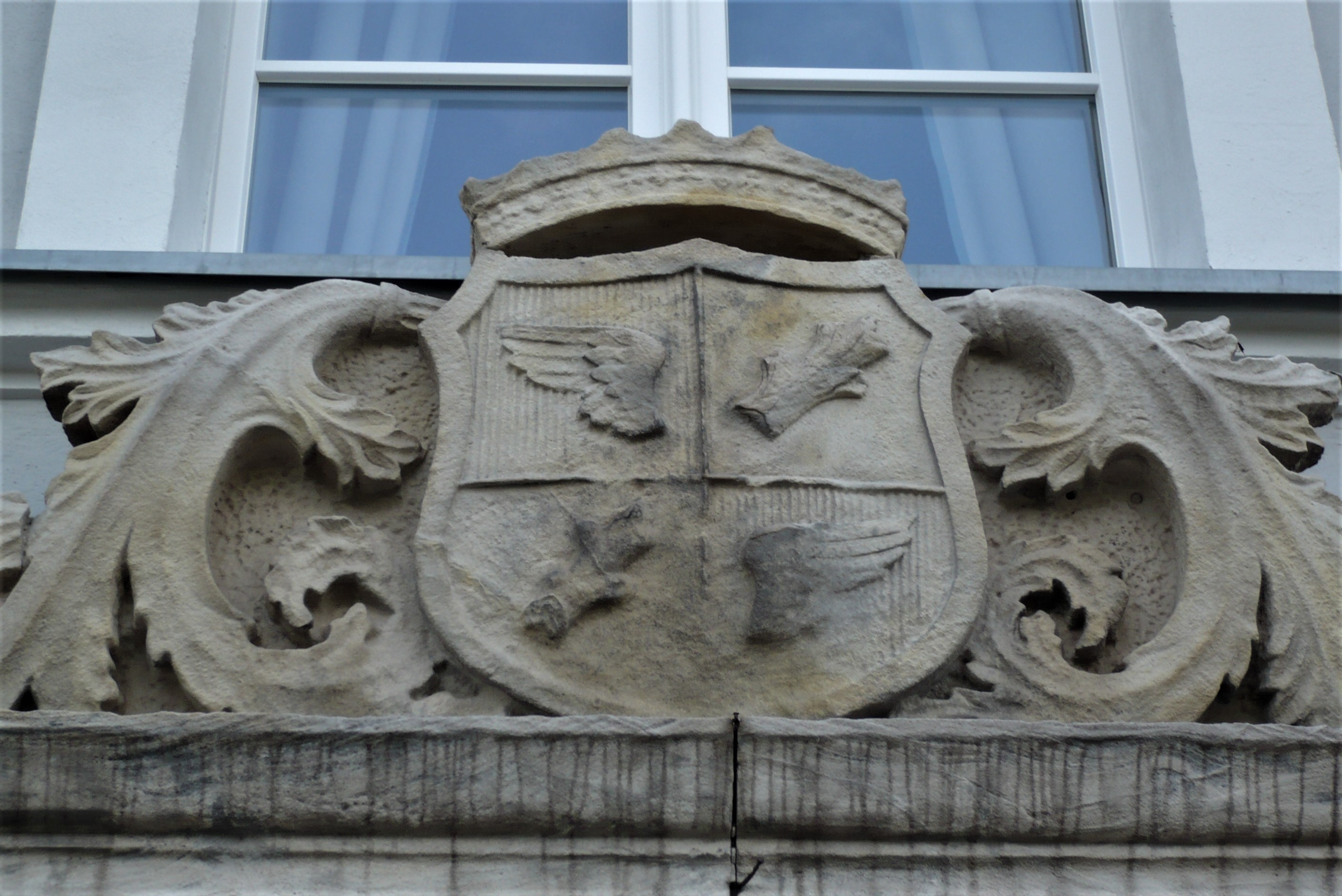
Kartusz z herbem Seherr-Thoß
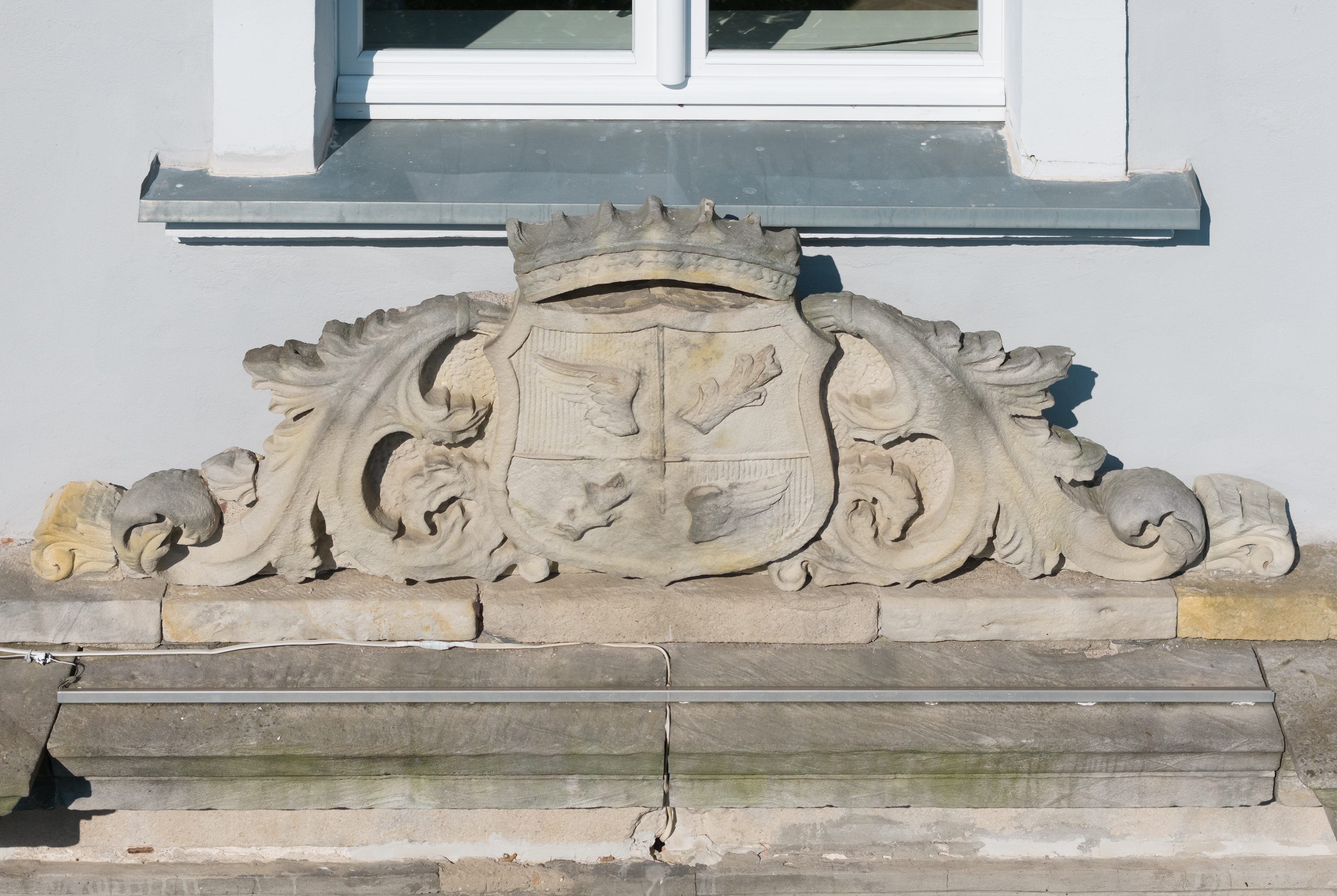
Kartusz z herbem Seherr-Thoß
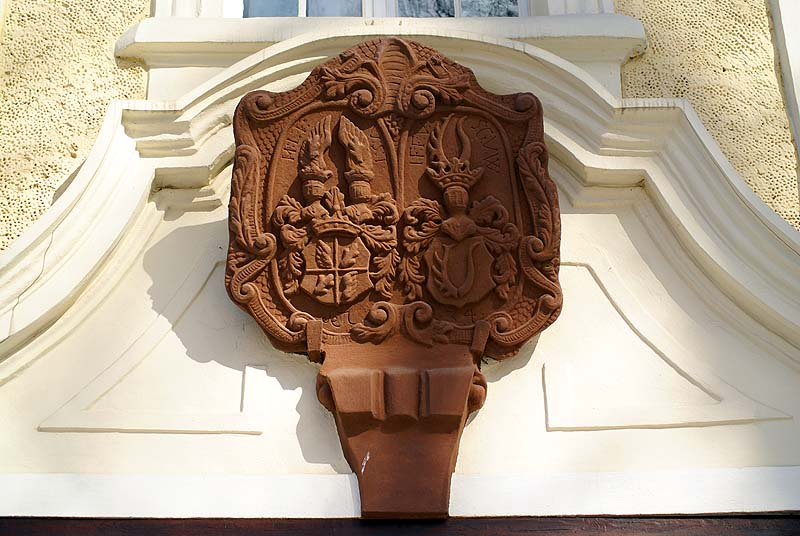
Herb von Seherr-Thoss w Bagnie
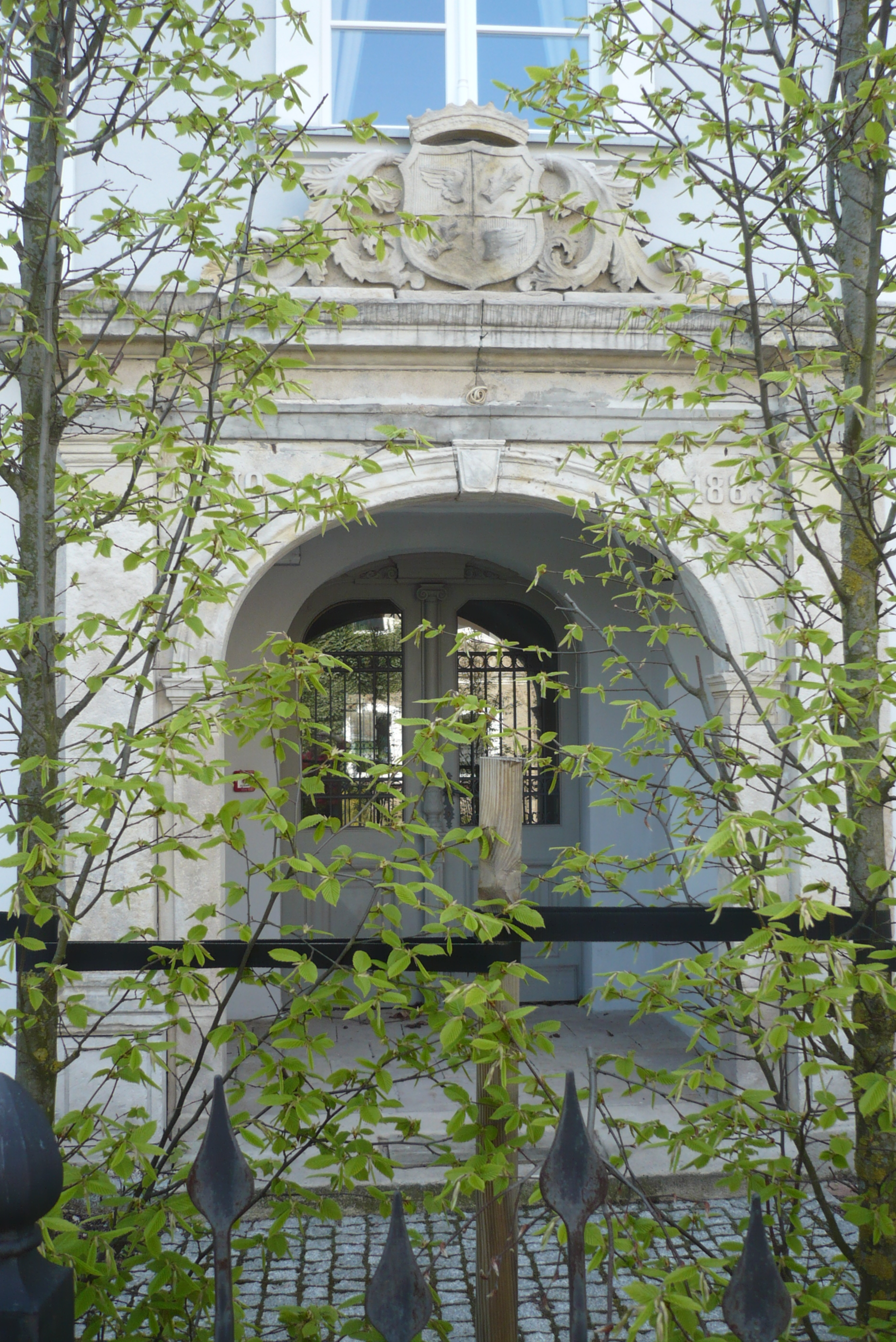
Portal w Kamieńcu